# ハウシュカ

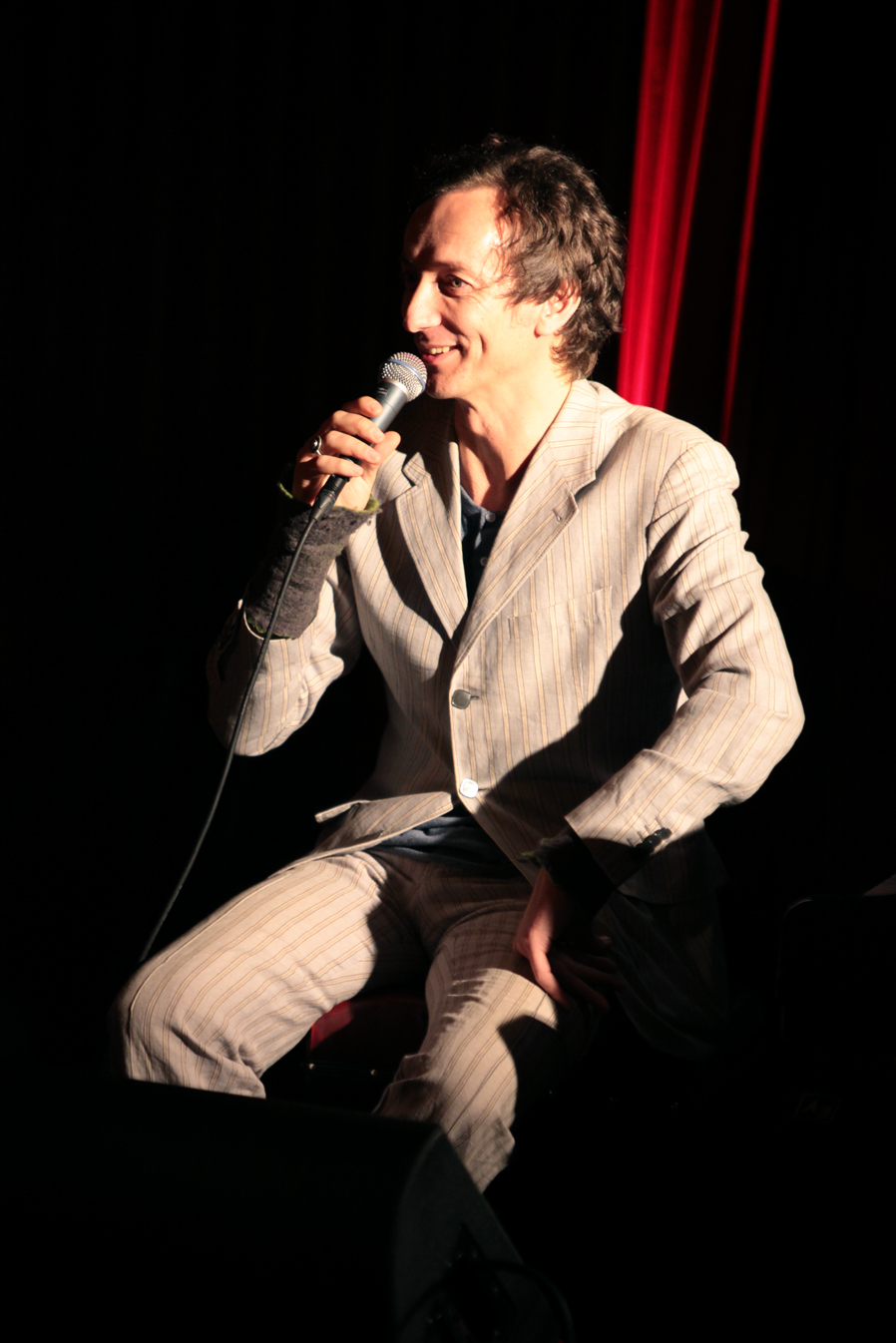
ダブリンのクラブでのライブにて（2009年）

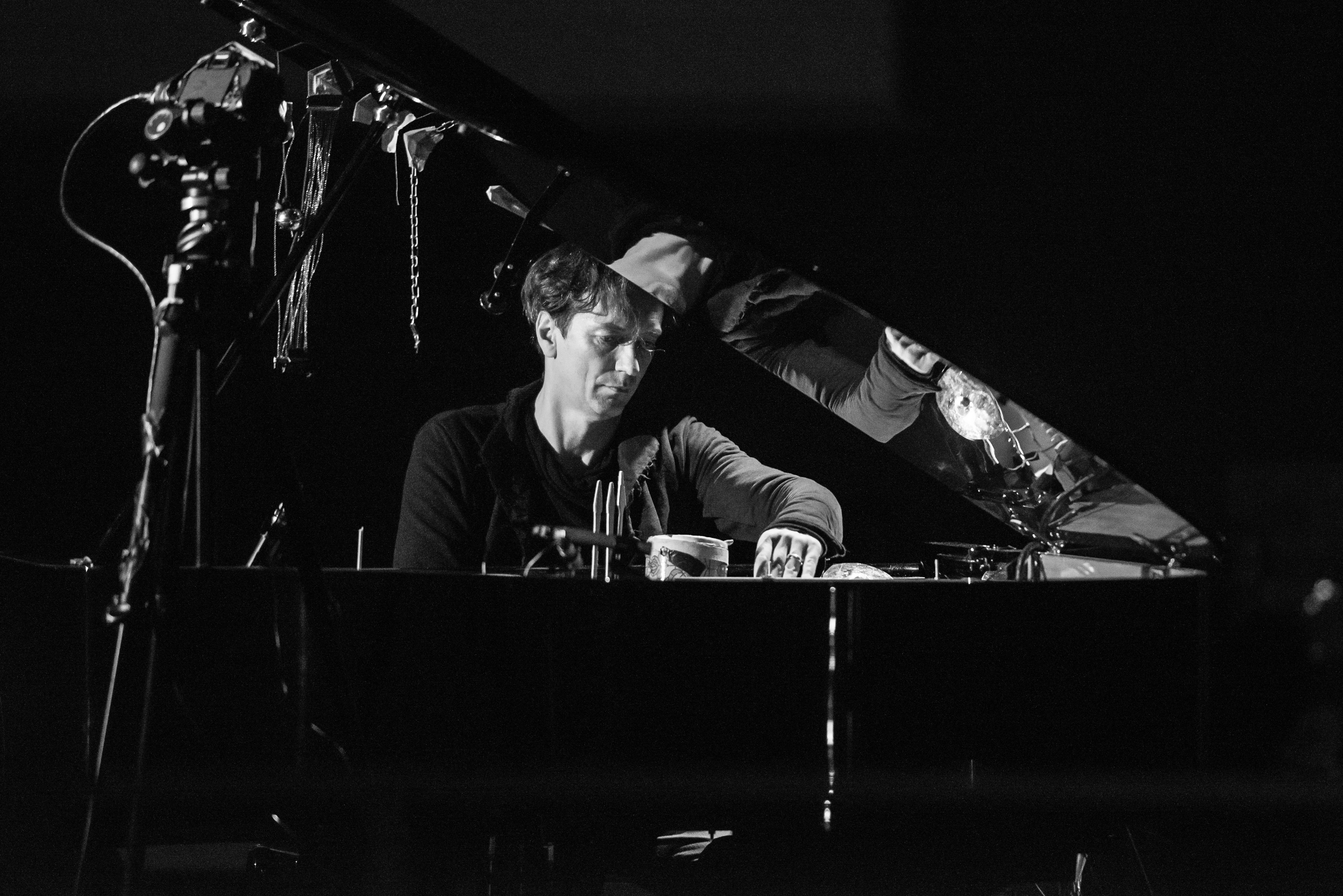
スウィング・フェスト2015にて

ハウシュカ（Hauschka）は、ドイツの作曲家、ピアニストであるフォルカー・ベルテルマン (Volker Bertelmann、1966年 - ) のソロ・プロジェクト。クラシック音楽に影響を受けた電子音楽や実験音楽などを主に手がけている。

## 概要
デュッセルドルフ出身。9歳の頃からピアノを始めた。1990年代なかばには、ゴッズ・フェイヴァリット・ドッグ（God's Favorite Dog）というバンドにラッパー、キーボードとして所属。
2000年代からソロで活動するようになり、2004年にハウシュカとして初めてのアルバム『Substantial』をリリース。また同じく2004年頃からプリペアド・ピアノを取り入れるようになり、その翌年にはアルバム『The prepared piano』もリリースしている。その他、ムームのツアーにサポート・メンバーとして参加するなどしている。
2012年に、ヴァイオリニストのヒラリー・ハーンとコラボレーションしたアルバム『シルフラ』をドイツ・グラモフォンからリリースした。

## ディスコグラフィ

### アルバム
ソース:
- Substantial (2004年)
- The prepared piano (2005年)
- Room to Expand (2007年)
- Versions of the Prepared Piano (2007年)
- 『ファーンドルフ』 - Ferndorf (2008年)
- 『スノーフレイクス・アンド・カーレックス』 - Snowflakes and Carwrecks (2008年)
- Small Pieces (2009年)
- 『異国の風景』 - Foreign Landscapes (2010年)
- 『サロン・ド・アマチュア』 - Salon Des Amateurs (2011年)
- Salon Des Amateurs Remixes (2012年)
- 『シルフラ』 - Silfra (2012年) ※with ヒラリー・ハーン
- 『アバンダンド・シティ』 - Abandoned City (2014年)
- A NDO C Y (2015年)
- 『ワット・イフ』 - What If (2017年)
- A Different Forest (2019年)
- Upstream (2021年)
- 『フィランスロピィ』 - Philanthropy (2023年)

### EP
- What a day (2006年)
- Youyoume (2011年)
- Pan Tone (2011年) ※with ヒドゥル・グドナドッティル
- 『2.11.14』 - 2.11.14 (2014年)
- 5 Movements (2016年) ※with ダスティン・オハロラン

### サウンドトラック・アルバム
- 『ザ・ボーイ 鹿になった少年』 - The Boy (2015年、Milan)
- 『LION/ライオン 〜25年目のただいま〜』 - Lion (2016年、Sony Music) ※ダスティン・オハロランと共に
- 『疑わしき戦い』 - In Dubious Battle (2017年、Lakeshore)
- 『エジソンズ・ゲーム』 - The Current War (2017年) ※ダスティン・オハロランと共に
- Gunpowder (2017年、Sony Music)
- 1000 Arten Regen Zu Beschreiben (2018年、Needlewood)
- 『アドリフト 41日間の漂流』 -  Adrift (2018年、Sony Classical)
- 『ホテル・ムンバイ』 - Hotel Mumbai (2019年、Varèse Sarabande)
- 『エンツォ レーサーになりたかった犬とある家族の物語』 -  The Art of Racing in the Rain (2019年、Fox Music)
- Dublin Murders (2020年、Needlewood)
- 『サマーランド』 -  Summerland (2020年、Needlewood)
- 『オールド・ガード』 -  The Old Guard (2020年、Milan)
- Schnee von gestern (2020年、Needlewood)
- 『ヒトラーに盗られたうさぎ』 -  Als Hitler das rosa Kaninchen stahl (2020年、Needlewood)
- 『ダウンヒル』 -  Downhill (2020年、Fox Music)
- A Christmas Carol (2020年、Hollywood)
- 『アンモナイトの目覚め』 -  Ammonite (2020年、Milan)
- 『密航者』 -  Stowaway (2021年、Lakeshore)
- Barbarians (Season 2) (2022年、Netflix Music, LLC)
- War Sailor (2022年、Lakeshore)
- 『西部戦線異状なし』 -  All Quiet on the Western Front (2022年、Netflix Music, LLC)
- 『ONE LIFE 奇跡が繋いだ6000の命』 - One Life (2023年)